# Theocracy (album)
Theocracy è l'album di debutto dei Theocracy, allora one man band di Matt Smith, pubblicato nel 2003 per l'etichetta discografica Metal Ages Records.

## Tracce
1. Prelude – 1:36
2. Ichthus – 4:39
3. The Serpent's Kiss – 11:56
4. Mountain – 4:48
5. Theocracy – 6:00
6. The Healing Head – 11:36
7. Sinner – 6:08
8. New Jerusalem – 5:10
9. The Victory Dance – 5:02
10. Twist of Fate – 11:30

## Formazione
- Matt Smith - voce, chitarra, basso, tastiere e batteria